# King's African Rifles
Pour les articles homonymes, voir Kar.

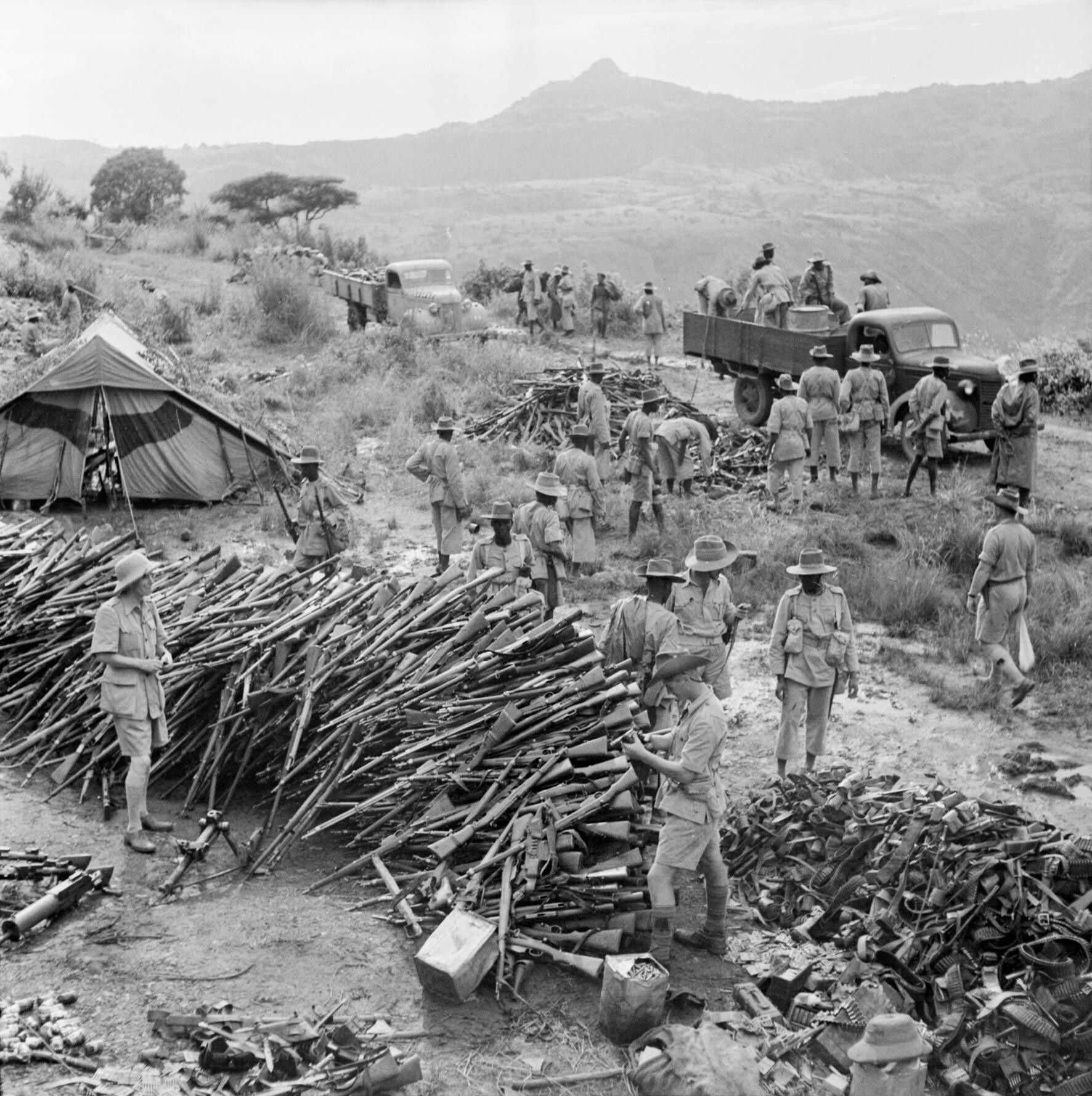
28 septembre 1941. Du personnel du King's African Rifles (KAR) collecte des armes abandonnéess par les forces italiennes au col Wolchefit en Éthiopie, après la fin de la campagne d'Afrique de l'Est. (Photographe : Lieutenant H. J. Clements.)

Le King's African Rifles (KAR) est un régiment colonial britannique composé de plusieurs bataillons levés à partir des diverses possessions anglaises d'Afrique de l'Est de 1902 jusqu'à l'indépendance dans les années 1960. Ce régiment assurait des fonctions militaires et de sécurité intérieure aussi bien au sein des colonies d'Afrique de l'Est qu'à l'extérieur. Les simples soldats étaient des Africains appelés askaris, tandis que la plupart des officiers provenaient de régiments de l'armée régulière britannique. Cependant, on trouvait des officiers soudanais à la tête de bataillons créés en Ouganda et, vers la fin de la domination coloniale britannique, les officiers africains étaient affectés dans divers bataillons.

## Uniformes

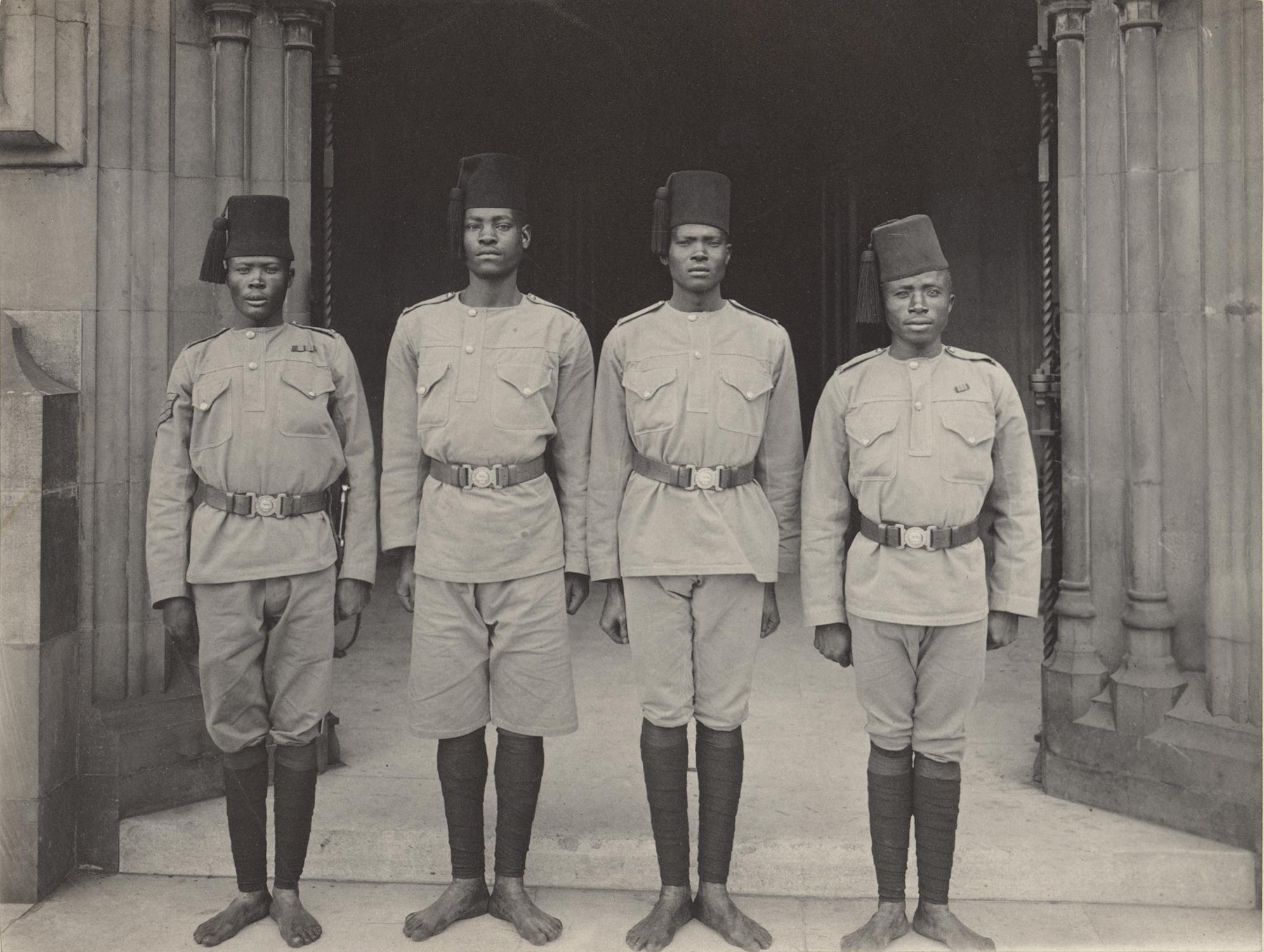
Quatre soldats du King's African Rifles présents durant le couronnement d'Édouard VII.

Jusqu'à l'indépendance, l'uniforme de parade du KAR comprenait un drill (en) khaki ainsi qu'un grand fez et des gaines. Ces apparats étaient normalement de couleur rouge, bien qu'il existait certaines distinctions de bataillon ; les unités du Nyassaland portaient par exemple un fez noir.

## Formation
Six bataillons étaient formés en 1902 par la fusion du régiment d'Afrique centrale, des fusiliers d'Afrique de l'Est et des fusiliers d'Ouganda, avec un ou deux bataillons en poste dans chacune des colonies suivantes, à savoir le Nyassaland, le Kenya, l'Ouganda et le Somaliland britannique :
- 1er bataillon (Nyasaland) de 1902 à 1964.
- 2e bataillon (Nyasaland) de 1902 à 1963.

Ces deux bataillons furent également connus sous le nom de 1er et 2e bataillons centrafricains.
- 3e bataillon (Kenya) de 1902 à 1963.
- 4e bataillon (Ouganda) de 1902 à 1962.
- 5e bataillon (Ouganda) de 1902 à 1904 - le bataillon supérieur car le premier à avoir été créé.
- 6e bataillon (Somalie britannique) de 1902 à 1910.

Les 2e, 5e et 6e bataillons furent dissous par la suite en 1910.

## Opérations militaires après 1945
Le régiment des King's African Rifles est engagé dans la sanglante répression de la révolte des Mau Mau au Kenya.

## Personnalités
Idi Amin Dada a débuté dans ce régiment comme aide-cuisinier en 1946.